# Avro 694 Lincoln
L'Avro 694 Lincoln era un bombardiere pesante quadrimotore prodotto dalla britannica Avro verso la fine della seconda guerra mondiale. Il primo volo fu effettuato il 9 giugno 1944 ed entrò in servizio nell'agosto del 1945, troppo tardi per poter essere impiegato in conflitto. Il Lincoln fu l'ultimo bombardiere con motori a pistoni prodotto per la RAF. Ne furono realizzati 604 esemplari.

## Storia

### Sviluppo
Il Lincoln fu realizzato in risposta alla specifica B.14/43 del Ministero dell'Aria che mirava a un bombardiere post Lancaster che potesse essere utilizzato nel Pacifico. La specifica imponeva l'utilizzo di 4 motori Merlin con compressore a doppio stadio che permettessero una quota di crociera di 10.670 m e un elevato raggio d'azione.
Capo progettista era Roy Chadwick e il velivolo si basava sul precedente bombardiere Lancaster. Rispetto al suo progenitore aveva una fusoliera più grande e capace, ali più lunghe e una maggiore superficie alare. I motori utilizzati erano i Merlin 85 con compressore a doppio stadio. Il velivolo poteva imbarcare più carburante e carico bellico. Poteva inoltre volare ad una quota più elevata e per una distanza maggiore. La RAF rimase impressionata da questo progetto e ne ordinò due versioni: uno, designato come Lancaster Mk. IV, con motori Merlin 85 da 1.750 hp (1.305 kW) e il Lancaster MK. V coi Merlin 68.
Il prototipo del Lincoln fu realizzato negli stabilimenti Avro del Ringway Airport di Manchester nel giugno del 1944 e le prove rivelarono che il velivolo possedeva eccellenti caratteristiche di volo. Il Ministero richiese la realizzazione di due versioni che differivano per i motori impiegati, come si è detto alcune righe fa. La prima designazione di questi due aerei fu quella di Lancaster IV e V, quest'ultimo dotato di Merlin 68A, ma in seguito la designazione fu cambiata in Lincoln I e II.
I primi 2.254 esemplari sarebbero stati prodotti in cinque stabilimenti di tre diverse società. Il primo Lincoln uscì dagli stabilimenti nel febbraio del 1945. Il velivolo entrò in servizio a settembre, un mese dopo la fine del conflitto. Con la conclusione della guerra gli ordini furono drasticamente ridotti e nel biennio 1945-1946 solo 72 Lincoln furono completati.

### Impiego operativo
Come detto poche righe fa, il Lincoln non prese parte alla seconda guerra mondiale. Nell'ultimo periodo della guerra il 75° Squadron della RNZAF fu riequipaggiato con i Lincoln ma, poco tempo dopo la conclusione degli eventi bellici, fu sciolto ("dismembered").
Fu quindi la RAF il principale utente del velivolo. Nel dopoguerra furono equipaggiati con l'aereo ventinove Squadron da bombardamento. In seguito alcuni di questi Squadron ebbero il Boeing Washington, come la RAF designò i B-29, perché il Lincoln non aveva un raggio di azione sufficiente per colpire obiettivi all'interno della cortina di ferro. Il ritiro del velivolo avvenne a partire dalla fine degli anni cinquanta e gli ultimi esemplari furono radiati nel 1963 quando la forza da bombardamento della RAF fu completamente equipaggiata da velivoli con motori a getto.
Il Lincoln fu utilizzato in Kenya durante la rivolta dei Mau-Mau e durante l'intervento in Malaysia. Nel 1957 un velivolo fu abbattuto da un MiG-15 sovietico nei cieli di Berlino durante un volo di addestramento.
Il Lincoln fu pure utilizzato dalla Forza Aerea Argentina dando a questo paese la più possente capacità di bombardamento del Sud America. Entrati in servizio nel 1948, l'Argentina li usò fino al 1967. L'aereo fu utilizzato in azioni di bombardamento contro i ribelli durante il tentativo di colpo di Stato nel settembre 1951, e sia dal governo che dai ribelli durante la Revolución Libertadora del 1955 che depose Juan Perón. I Lincoln furono anche utilizzati per sganciare rifornimenti in supporto alle operazioni argentine nell'Antartico.
73 esemplari furono realizzati anche in Australia, rendendo il Lincoln il più grande velivolo mai prodotto nel paese. La RAAF li modificò pesantemente all'inizio degli anni cinquanta per impiegarli nel ruolo antisommergibile. Il muso fu allungato di 2 metri per l'installazione di un sistema di rilevamento acustico dei sottomarini e della postazione dell'operatore. I serbatoi di carburante furono ingranditi portando l'autonomia di volo a 13 ore mentre il vano bombe fu modificato per ospitare siluri. Questa nuova versione, ufficialmente designata Lincoln Mk.31, si dimostrò piuttosto difficile da far atterrare di notte: il muso slungato ostruiva il campo visivo del pilota. 18 Lincoln Mk.31 furono prodotti in questa versione nel 1952, caratterizzati da nuovi numeri di serie. Furono ritirati dal servizio nel 1961.
Il Lincoln fu utilizzato anche nella raccolta di informazioni a livello strategico da tre Squadron del 90º Gruppo della RAF. A suo tempo questo suo impiego fu poco pubblicizzato e per svolgere questo nuovo compito anche l'equipaggio era aumentato. Il radome che in origine ospitava il radar H2S fu ingrandito e assunse una forma diversa per alloggiare alcune antenne collegate al suo nuovo ruolo. Il Lincoln da ricognizione operò nei settori occidentale e meridionale dell'allora URSS.

### Altri impieghi
Due Lincoln Mk.2 furono impiegati in ricerche sulla formazione del ghiaccio dalla Napier & Sons tra il 1948 e il 1952.
Un altro Lincoln Mk.2 fu trasformato in trasporto montando il muso e il cono di coda più aerodinamici del Lancastrian mentre parte del carico poteva essere stivato nella zona ventrale. Era designato Avro 695 Lincolnian.
Un Lincoln modificato in aereo cargo dalla Airflight Ltd fu utilizzato durante il ponte aereo di Berlino dalla Surrey Flying Services Ltd.
Un esemplare argentino fu portato allo standard Lincolnian dalla Avro di Langar.
Altri quattro velivoli furono trasformati in Lincolnian e poi resi adatti al trasporto della carne. Dovevano essere utilizzati in Paraguay ma mai consegnati furono demoliti.

### Banco prova volante per motori

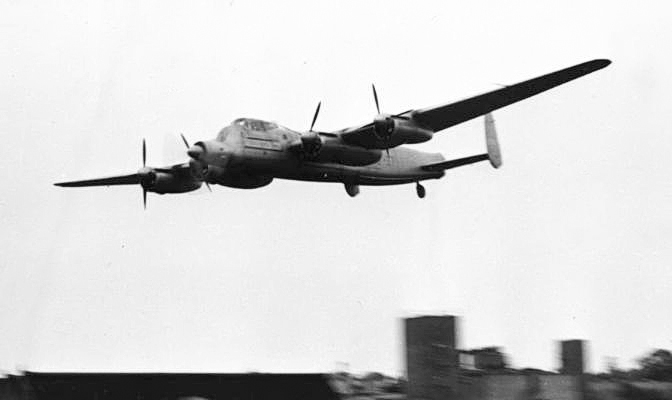
L'Avro Lincoln modificato con il prototipo del turboelica Rolls-Royce Tyne montato anteriormente in volo sopra Farnborough nel 1956.

Nel dopoguerra il Lincoln fu utilizzato spesso come banco prova volante per i nuovi motori a getto e turboelica. I velivoli RF403, RE339/G e SX972 volarono con una coppia di turboeliche Armstron Siddeley Python al posto dei motori esterni e fu usato per i test balistici di sgancio di ordigni nucleari nel programma Blue Danube. Il velivolo SX972 fu in seguito modificato montando due turboeliche Bristol Proteus. Il Lincoln RA716/G volò con due Bristol Theseus e successivamente con due turbogetti Rolls-Royce Avon.
Il velivolo RE533 mantenne i Merlin ma fu dotato di un turboelica Napier Naiad sul muso. In seguito volò con la registrazione civile G-37-1 con due Rolls-Royce Tyne e fu presentato anche al British Aircraft Constructor Show del 1956 durante il quale fece anche un passaggio a bassa quota con solo il motore Tyne in funzione.
Il velivolo SX973 ebbe un turboelica Nomad sul muso. Il RA643 montò un turbogetto Bristol Phoebus nel vano bombe ed infine sul Lincoln SX971 fu montato, sempre in posizione ventrale, un Rolls-Royce Derwent con postbruciatore.

## Versioni

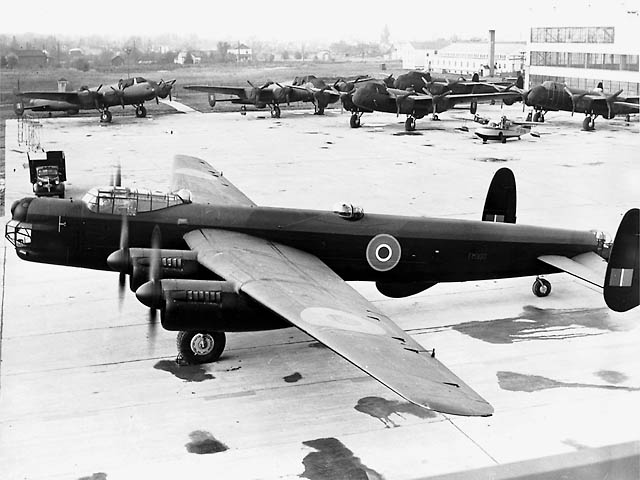
.

- Lincoln I: Versione da bombardamento a lungo raggio in dotazione alla RAF dotata di motori Rolls-Royce Merlin 85 da 1 750 hp (1.304 kW). Il Lincoln Mk.1 disponeva di tre torrette armate con una coppia di mitragliatrici da 12,7 mm. La torretta anteriore era del tipo F daella Boulton-Paul. La torretta dorsale era inizialmente una Martin, sostituita con una Bristol Type 17. La torretta caudale era invece una Frazer-Nash F.N.82 che aveva sostituito la precedente F.N. 121 armata con quattro mitragliatrici da 7,7. Era stata ipotizzata anche la realizzazione di una torretta ventrale F.N. 88, mai montata. Questi esemplari furono velocemente relegati a compiti di seconda linea e già nel febbraio del 1949 la versione MK.1 era stata ritirata.
- Lincoln II: Versione da bombardamento a lungo raggio per la RAF dotata di Rolls-Royce Merlin 66 o 68A o 300. Costruita dalla Avro, Armstrong-Whitworth e dalla Vickers Metropolitan. Differiva dalla precedente versione per l'armamento difensivo: una coppia di cannoni da 20 mm nella torretta dorsale. I motori utilizzati erano tutti prodotti negli Stati Uniti. La Mk.2 si può considerare la versione definitiva del velivolo e per la RAF ne furono prodotti 477 esemplari. Nel 1947 il velivolo era realizzato in due versioni che differivano tra loro per l'equipaggiamento elettronico. Il Lincoln Mk.2/IIIG era dotato di radar H2S Mk.IV e di apparati Gee Mk.II e Rebecca Mk.II, utilizzato per la navigazione. La versione Lincoln Mk.2/IVA montava un radar H2S Mk.IVA e il Gee H Mk.II. Come sistema di navigazione veniva utilizzato o il Rebecca Mk.II oppure la versione Mk.IV dello stesso sistema. La versione Mk.2 fu ritirata dal servizio nel marzo del 1963. Nel giugno del 1948 i primi velivoli erano stati tropicalizzati dato che la loro autonomia permetteva il loro dispiegamento oltremare e nel teatro dell'estremo oriente. Nel 1947 dodici Lincoln provenienti dai ranghi della RAF furono consegnati all'Argentina che ne aveva anche ordinato diciotto nuovi, consegne completate nell'aprile del 1951.
- Lincoln III: Versione pensata per la ricognizione marittima e antisommergibile. Era stata progettata nel 1945 e dotata, per aumentare l'autonomia, di un serbatoio a sella sulla parte superiore della fusoliera nello spazio tra la carlinga e la torretta dorsale. Sviluppato successivamente come ricognitore divenne l'Avro 696 Shackleton.
- Lincoln IV: Come Lincoln II ma con motori Rolls-Royce Merlin 85. Non si sa con certezza se questa versione sia mai stata utilizzata.
- Lincoln Mk.15: Designazione dell'unico velivolo prodotto dalla Victory Aircraft Ltd in Canada. In pratica era un Mk.2 con motori Merlin 68A e torretta dorsale Martin 23A. Con la fine della guerra ogni altro ordine fu cancellato.
- Le versioni Mk.30, Mk.30A e Mk.31 identificavano i Lincoln prodotti in Australia dalla Beafort Division dell'Australian Department of Aircraft Production. I primi cinque esemplari furono assemblati con componenti prodotti in Gran Bretagna e il primo decollò per la prima volta nel marzo del 1946. L'ordine iniziale era per 85 Lincoln Mk.30 che in seguito però ridotti a 73 dei quali 54 Mk.30/Mk.30A e 19 Mk.31. I primi 24 esemplari, Lincoln Mk.30, montavano i Merlin 85B di produzione britannica mentre gli ultimi 30 erano dotati di motori Merlin 102 prodotti in Australia dalla Government Aircraft Factory, ed erano identificati con questo nome. I velivoli che montavano questi propulsori erano designati come Lincoln Mk.30A. Successivamente furono modificati i motori dei primi Lincoln costruiti e i velivoli così modificati assunsero la designazione di Mk.30A(B). Dei Lincoln australiani alcuni andarono perduti a causa di incidenti. Il ritiro di questi aerei avvenne nel 1961. Diciannove Lincoln furono completati come Lincoln MR Mk.31. Questi velivoli venivano utilizzati per il pattugliamento marittimo ed avevano un muso allungato di 1,98 m per il radar e due operatori. Il velivolo aveva l'armamento difensivo completo anche se durante l'impiego le torrette erano generalmente rimosse. Due Mk.31 furono perduti per incidenti mentre i restanti velivoli furono ritirati dal servizio nel 1961.

## Utilizzatori

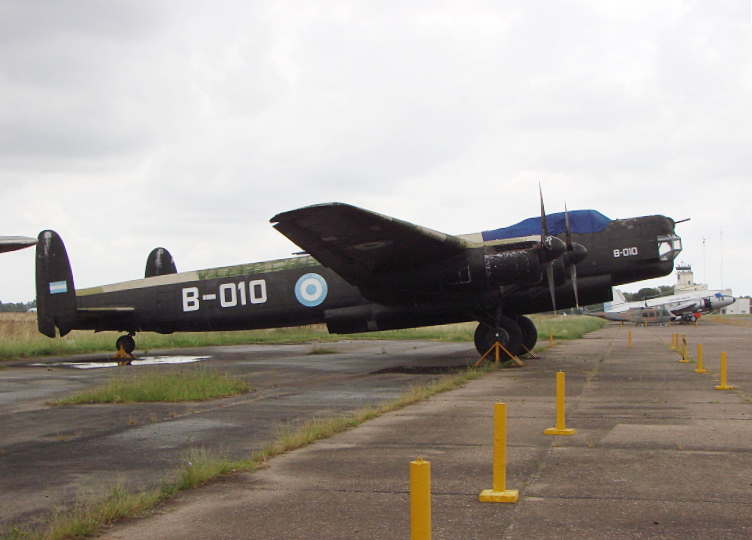
Il Lincoln II B-004 della Fuerza Aérea Argentina esposto come B-101 al museo nazionale dell'aeronautica di Buenos Aires

.
 Argentina
- Fuerza Aérea Argentina

 Australia
- Royal Australian Air Force

 Canada
- Royal Canadian Air Force

 Regno Unito
- Royal Air Force

## Esemplari attualmente esistenti
- Lincoln II B-004 esposto come B-101 al museo nazionale dell'aeronautica di Buenos Aires
- Lincoln II B-016 Gate guardian alla base aerea argentina di Villa Reynolds, nella provincia di San Luis
- Lincoln II RF342 conservato in attesa di un futuro restauro all'Australian National Aviation Museum di Melbourne
- Lincoln II RF398 esemplare esposto al RAF Museum Cosford.